# X Japan World Tour
X Japan World Tour es una gira de conciertos realizada por el grupo de rock japonés X Japan, que empezó el día 31 de diciembre de 2008 en el Akasaka Blitz de Tokio, Japón. X Japan World Tour es la primera gira del grupo desde su gira Dahlia Tour y la primera desde la reunión del grupo en 2007. El concierto del 16 de enero en Hong Kong fue el primer concierto de X Japan en ser fuera de tierras niponas.
La gira ha causado diversa indignación entre los fanes del grupo debido al gran nombre de cancelaciones que han partido los conciertos previstos. En total se han pospuesto más de diez conciertos y el grupo solo ha podido tocar tres de los 20 anunciados. Algunos conciertos como el de Taipéi o París han sido pospuestos dos veces.

## Información general
Después de 10 años de separación, en octubre de 2007 fue anunciado que X Japan volvería a los escenarios con la canción I.V.. El 29 de marzo de 2008, en una conferencia de prensa después del segundo de sus tres conciertos de regreso, Yoshiki anunció que X Japan tocaría en París el día 5 de julio de ese mismo año. En otra rueda de prensa el día 4 de abril, fue anunciado un concierto para el 13 de septiembre en el Madison Square Garden de Nueva York, así como el deseo de tocar en sitios como Asia, América del Sur y más sitios en Europa.  Un concierto para Taipéi el día 2 de agosto, fue anunciado durante la actuación de X Japan en el hide memorial summit.
El 8 de junio el periódico japonés Sankei Sports anunció que Yoshiki sufría graves dolores de espalda que le impedirían empezar la gira tal y como estaba prevista, y que los conciertos serían pospuestos para una fecha indefinida.
El 10 de julio, se anunció que el concierto de París se haría el 22 de noviembre en el Bercy.

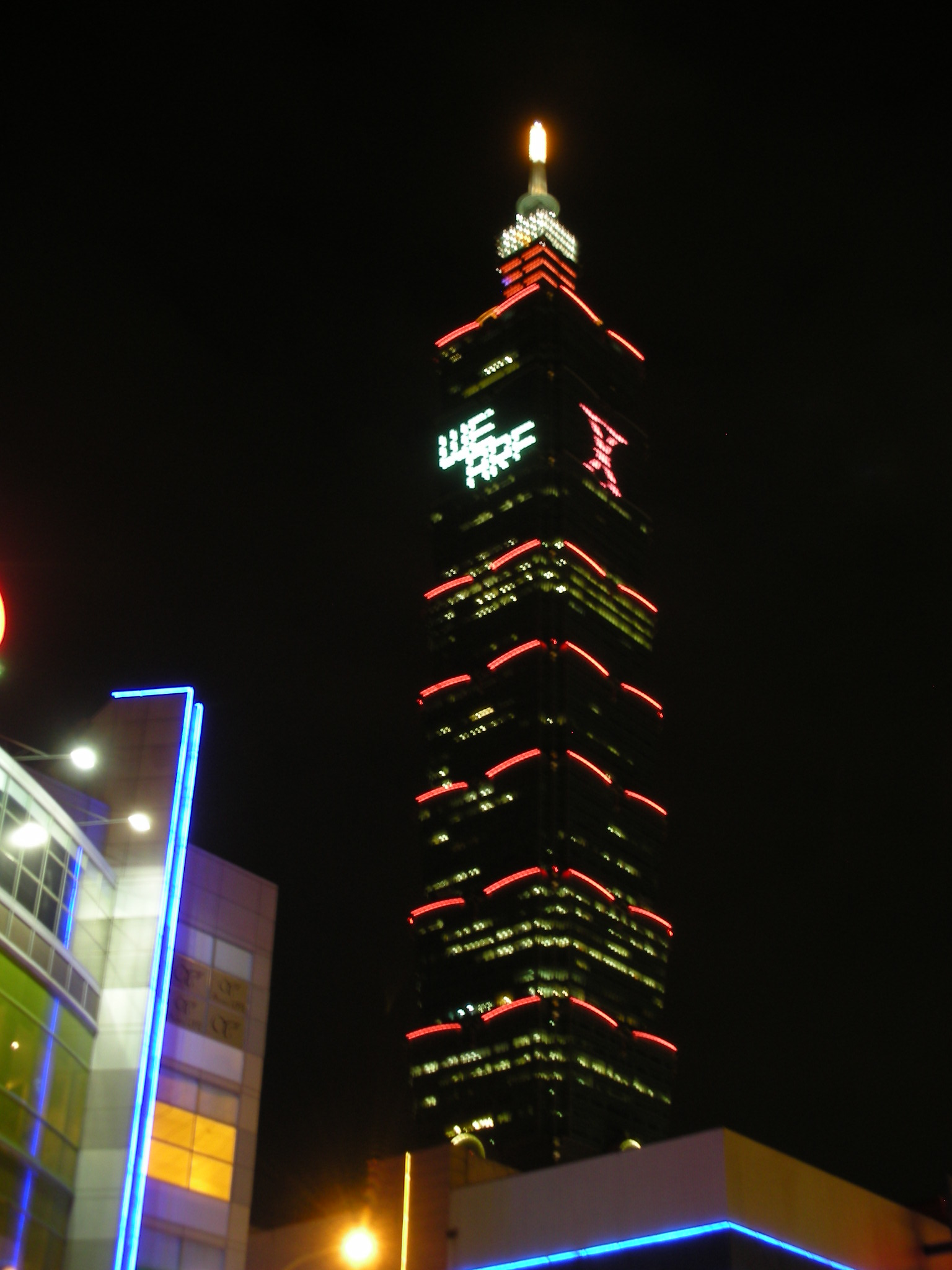
El Taipei 101 se iluminó con el logo de X Japan coincidiendo con la visita promocional de Yoshiki a Taiwán.

El 15 de septiembre, Yoshiki anunció en una rueda de prensa en Tokio, que el grupo haría conciertos de Navidad y fin de año en Japón. Justo después de la rueda de prensa, Yoshiki se embarcó en una gira promocional por cuatro países asiáticos para promocionar los conciertos de X Japan en Hong Kong, Tailandia , Taiwán y Corea del Sur. El 8 de octubre en unas declaraciones recogidas en la prensa japonesa, Yoshiki anunció que tenían la intención de tocar en el Estadio Olímpico de Pekín. Días más tarde la prensa china, anunció que el grupo también estaba planeando en tocar en Shanghái. Se anunció también que los conciertos de Navidad y el de fin de año tendrían lugar, por doble partida, en Saitama Super Arena los días 24 y 25 de diciembre, y en el Akasaka Blitz de Tokio el día 31. Durante un tiempo se fue especulando con que el concierto de fin de año también fuera cancelado, pero finalmente el día 19 de diciembre el grupo confirmó que el concierto, llamado X Japan Countdown GIG ~Shoshin ni kaette~ 2008, seguía en pie y que sería retransmitido en directo por Fuji TV-721 debido al poco aforo del Akasaka Blitz. 
El 7 de noviembre se anunció que el concierto de París quedaba otra vez aplazado, así como los conciertos de Saitama. El World Tour, a cargo de un nuevo management, empezaría con el concierto de fin de año, realizando los conciertos en Asia para después girar por Japón y Europa en primavera y verano respectivamente, con posibles fechas en Escandinavia, como Suecia. En los créditos finales de la retransmisión del concierto en el Akasaka Blitz se anunciaron nuevas destinaciones para el World Tour como Los Ángeles, Finlandia y Alemania.
Respecto al concierto de Nueva York, Yoshiki comentó que estaban en negociaciones para buscar una nueva fecha pronto. En ese tiempo, apareció en Internet una campaña publicitaria en línea la cual indicó que X Japan tocaría en América para verano de 2009.
El 16 de diciembre el grupo anunció que debido a la situación política en Tailandia quedaba aplazado su concierto previsto para Bangkok el día 31 de enero. El 9 de enero se anunció que el concierto de Taipéi quedaba aplazado hasta nueva fecha debido a problemas con la seguridad del estadio.

## Fechas del Tour
| Fecha                            | Ciudad      | País           | Lugar                 |
| -------------------------------- | ----------- | -------------- | --------------------- |
| Primera Manga - Asia             |             |                |                       |
| 31 de diciembre de 2008          | Tokio       | Japón          | Akasaka Blitz         |
| 16 de enero de 2009              | Hong Kong   | Hong Kong      | Asia World Expo       |
| 17 de enero de 2009              | Hong Kong   | Hong Kong      | Asia World Expo       |
| No decidido                      | No decidido | Japón          | No decidido           |
| No decidido                      | No decidido | Japón          | No decidido           |
| No decidido                      | Tokio       | Japón          | Tokyo Dome            |
| No decidido                      | Tokio       | Japón          | Tokyo Dome            |
| 21 de marzo de 2009              | Seúl        | Corea del Sur  | Gymnastics Stadium    |
| 22 de marzo de 2009              | Seúl        | Corea del Sur  | Gymnastics Stadium    |
| No decidido                      | Bangkok     | Tailandia      | Supachalasai Stadium  |
| 2 de mayo de 2009                | Tokio       | Japón          | Tokyo Dome            |
| 3 de mayo de 2009                | Tokio       | Japón          | Tokyo Dome            |
| Segunda Manga - Europa y América |             |                |                       |
| No decidido                      | Nueva York  | Estados Unidos | Madison Square Garden |
| No decidido                      | Los Ángeles | Estados Unidos | No decidido           |
| Julio de 2009                    | No decidido | Francia        | No decidido           |
| No decidido                      | No decidido | Alemania       | No decidido           |
| No decidido                      | No decidido | Finlandia      | No decidido           |
| Tercera Manga - Asia II          |             |                |                       |
| Octubre de 2009                  | Pekín       | China          | Nido de Pájaro        |
| No decidido                      | Taipéi      | Taiwán         | World Trade Center    |

## Otros acontecimientos
Esta fue la primera gira que el grupo hizo sin hide, debido a su fallecimiento en 1998. Durante los conciertos de reunión en marzo de 2008, el grupo usó grabaciones antiguas y hologramas para sustituir a hide. Aun así, Yoshiki anunció que el grupo lograría sumar a un 'sexto' miembro: Sugizo. 
- Yoshiki Hayashi - batería, piano
- Pata - guitarra, voces de fondo
- Toshimitsu "Toshi" Deyama - voz principal
- Heath - bajo, voces de fondo
- Sugizo - guitarra, voces de fondo

## Enlaces
- Official X Japan website
- Versión inglesa
- Versión francesa
- Versión coreana
- Versión taiwanesa
- Versión tailandesa

- Datos: Q6169047